# Старокайпаново
Старокайпаново (баш. Иҫке Ҡайпан) — село в Татышлинском районе Республики Башкортостан Российской Федерации. Входит в состав Буль-Кайпановского сельсовета.

## География

### Географическое положение
Расстояние до:
- районного центра (Верхние Татышлы): 16 км,
- центра сельсовета (Буль-Кайпаново): 9 км,
- ближайшей ж/д станции (Куеда): 18 км.

## История
До 2008 года село входило в состав Маматаевского сельсовета.

## Население
| 2002 | 2009 | 2010 |
| ---- | ---- | ---- |
| 408  | ↘383 | ↘357 |

Национальный состав
Согласно переписи 2002 года, преобладающая национальность — башкиры (95 %).